# Rathri mazha
Rathri Mazha to miłosny dramat indyjski zrealizowany w języku malajalam  w 2008 roku przez Lenina Rajendrana. W rolach głównych   Vineeth i Meera Jasmine. Akcja filmu dzieje się w Thiruvananthapuram  w Kerali.  

## Fabuła
Film jest o tym, jak  zakochujemy się w obrazie, jaki o sobie chce w nas wyrobić drugi człowiek. Ubarwionym naszymi pragnieniami i tęsknotami. Bohaterka filmu zakochuje się w zmysłowym tancerzu, a poślubia świadomie mężczyznę sparaliżowanego do pasa. Zmagając się z miłością do niego i z własną niezaspokojoną zmysłowością. Meerę (Meera Jasmine) zaciekawiła w internecie małżeńska oferta nieznanego jej 30-letniego Harikrishnana (Vineeth). W miarę jak poznają siebie w mailach i rozmowach w sieci ich fascynacja sobą rośnie. Dziewczyna zaczyna zakochiwać się  w pasjonacie walk  i tańca. Ich rozmowy rozpalają jej wyobraźnię, budzą nadzieje na wspólną przyszłość, ale na spotkanie z jej ojcem decydujące o małżeństwie Harikrishnan nie przychodzi. Nie doczekawszy się jego wizyty Meera czuje się bardzo zawiedziona. Upokorzona nie odbiera jego telefonów. Nie chce żadnych tłumaczeń. W necie ma jednak okazję jeszcze raz spojrzeć w oczy Harikrishnana. Przeprasza on za rozbudzone nadzieje wyjaśniając, czemu nie może ich spełnić. Harikrishnan jest mężczyzną skazanym na wózek. Upadek podczas tańca spowodował paraliż dolnej połowy ciała....

## Piosenki
Śpiewają w playbacku -   K.S. Chitra, Gayatri, Hariharan, Srinivas i Sujatha	
- Baasuri
- Manasse Nabasse
- En Nenjile
- Rathri Mazha

## Obsada
- Vineeth ... Harikrishnan
- Meera Jasmine ... Meera
- Manoj K. Jayan
- Chitra Iyer
- Diya
- Lalu Alex
- Jagathy Sreekumar